# Cleptometopus indistinctus
Cleptometopus indistinctus är en skalbaggsart som beskrevs av Stefan von Breuning 1940. Cleptometopus indistinctus ingår i släktet Cleptometopus och familjen långhorningar. Inga underarter finns listade i Catalogue of Life.